# Gurta
Gurta je textilní strana obtahovacího řemene k obtahování (finálnímu doostření) ostří břitvy.
V dřívějších dobách byla vyráběna z konopných hasičských hadic.
Dnes je vyráběna z konopí či bavlny.
Je určena k srovnání ostří břitvy před finálním obtažením na kožené straně obtahovacího řemene.
Pro lepší srovnání ostří se na její povrch nanáší křídová pasta.